# Архимандрит Методије (Марковић)
Методије (световно Владимир Марковић; Чачак, 7. јануар 1970) православни је архимандрит и игуман Манастира Хиландара.

## Живот и замонашење
Рођен је од оца Момчила и мајке Милке. На крштењу је добио име Владимир. Након завршене средње школе и одслужења војног рока, из Чачка, где је на његов духовни живот нарочит утицај имао о. Сава из манастира Светог Вазнесења, упутио се у Београд на студије. Студирао је Електротехнички факултет и похађао мисионарску школу при храму Св. Александра Невског код проте Љубодрага Петровића.
Припадајући поколењу српске омладине коју је тихи глас Духа Светог пробудио за чежњиву љубав према Богу, Владимир се дуго припремао и 1994. коначно упутио у најстарију српску учионицу, у Свети манастир Хиландар.
У монашку схиму, под именом Методије, постригао га је хиландарски игуман Мојсије. Угледни хиландарски старац и духовник Агатон, био је његов дугогодишњи духовни руководитељ.
У чин јеромонаха рукоположен је 1997. Десетак година обављао је послушање манастирског епитропа, а последњих година је по одлуци блаженопочившег игумана Мојсија, био и његов заменик. Од 1999. је духовник а у последњих седам година је примио у послушање духовно руковођење млађе братије од којих је већину привео монашком постригу.
Председник је Управног одбора Задужбине Светог манастира Хиландара, установе коју је манастир основао 2003. године у Србији ради добротворног рада и бриге о хиландарском наслеђу. Након разорног пожара који је 2004. године прогутао половину Хиландара, јеромонах Методије је добио задужење да руководи подухватом његове обнове.
Након смрти игумана манастира Хиландар, Мојсија Жарковића, братство га је као јеромонаха 18. априла 2010. године изабрало за новог игумана. Устоличен је 16. маја 2010. године. Један од услова за избор на место игумана према Унутрашњем правилнику манастира је и тај да је монах стар најмање 40 година; Методије је приликом избора за игумана имао 40 година 3 месеца и 11 дана и обављао је дужност заменика игумана. Избором за игумана добио је и чин архимандрита.